# Adriatische Basketballliga 2012/13
Die Adriatische Basketballliga Saison 2012/13 war die zwölfte Saison der Adriatischen Basketballliga. An der Saison 2012/13 nahmen 14 Mannschaften aus 7 Ländern teil.
Die Saison begann am 4. Oktober 2012 und endete am 31. März 2013. Anschließend fand das Final-four der vier besten Teams statt. Meister wurde zum sechsten Mal KK Partizan.

## Turnierformat
In der regulären Saison spielten 14 Mannschaften eine Doppelrunde jeder gegen jeden. Anschließend spielten die ersten vier Mannschaften das Final-four.

### Teilnehmende Mannschaften
| Land                    | Team                   | Stadt         | Spielort (Kapazität)                    |
| ----------------------- | ---------------------- | ------------- | --------------------------------------- |
| Bosnien und Herzegowina | Igokea                 | Aleksandrovac | Sporthalle Laktaši (3.000)              |
| Bosnien und Herzegowina | Široki Brijeg          | Široki Brijeg | Dvorana Pecara (4.500)                  |
| Kroatien                | KK Cibona Zagreb       | Zagreb        | Dražen-Petrović-Basketballhalle (5.400) |
| Kroatien                | KK Cedevita            | Zagreb        | Dom športova (4.000)                    |
| Kroatien                | KK Split               | Split         | Arena Gripe (6.000)                     |
| Kroatien                | KK Zadar               | Zadar         | Dvorana Krešimira Ćosića (9.000)        |
| Nordmazedonien          | KK MZT Skopje          | Skopje        | Boris Trajkovski Sportcenter (8.000)    |
| Montenegro              | KK Budućnost Podgorica | Podgorica     | Sportski centar Morača (5.000)          |
| Serbien                 | KK Roter Stern Belgrad | Belgrad       | Pionir-Halle (8.150)                    |
| Serbien                 | KK Partizan            | Belgrad       | Pionir-Halle (8.150)                    |
| Serbien                 | KK Radnički Kragujevac | Kragujevac    | Hala Jezero (5.320)                     |
| Slowenien               | KK Krka                | Novo Mesto    | Leon Štukelj Halle (3.000)              |
| Slowenien               | Union Olimpija         | Ljubljana     | Arena Stožice (12.480)                  |
| Ungarn                  | Szolnoki Olaj          | Szolnok       | Tiszaligeti Sportcsarnok (3.000)        |

## Reguläre Saison
Die Spiele der regulären Saison fanden vom 4. Oktober 2012 bis zum 31. März 2013 statt.

### Tabelle
Endstand
| Platz | Team                 | Sp | S  | N  | P+   | P-   | Diff |
| ----- | -------------------- | -- | -- | -- | ---- | ---- | ---- |
| 1     | Igokea               | 26 | 20 | 6  | 2013 | 1857 | +156 |
| 2     | Roter Stern          | 26 | 18 | 8  | 2097 | 1889 | +208 |
| 3     | Radnički             | 26 | 17 | 9  | 2102 | 1978 | +124 |
| 4     | Partizan Belgrad     | 26 | 16 | 10 | 1905 | 1832 | +73  |
| 5     | Budućnost            | 26 | 16 | 10 | 1864 | 1774 | +90  |
| 6     | Cedevita Zagreb      | 26 | 15 | 11 | 1935 | 1907 | +28  |
| 7     | MZT Skopje Aerodrom  | 26 | 14 | 12 | 1933 | 1931 | +2   |
| 8     | Union Olimpija       | 26 | 13 | 13 | 1984 | 1976 | +8   |
| 9     | Krka Novo Mesto      | 26 | 9  | 17 | 1779 | 1906 | −127 |
| 10    | Široki Brijeg        | 26 | 9  | 17 | 1940 | 1996 | −56  |
| 11    | Cibona Zagreb        | 26 | 9  | 17 | 2013 | 2031 | −18  |
| 12    | Zadar                | 26 | 9  | 17 | 1928 | 2022 | −94  |
| 13    | Ungarn Szolnoki Olaj | 26 | 9  | 17 | 1878 | 2085 | −207 |
| 14    | KK Split             | 26 | 8  | 18 | 1808 | 1995 | −187 |

## Final four
Das Final four fand am 25. und 27. April 2013 statt.
|  | Halbfinale | Halbfinale  | Halbfinale |  |  | Finale | Finale      | Finale |
|  |            |             |            |  |  |        |             |        |
|  |            |             |            |  |  |        |             |        |
|  | 1          | Igokea      | 57         |  |  |        |             |        |
|  | 4          | KK Partizan | 63         |  |  |        |             |        |
|  |            |             |            |  |  | 2      | KK Partizan | 71     |
|  |            |             |            |  |  | 3      | Roter Stern | 63     |
|  | 2          | Roter Stern | 79         |  |  |        |             |        |
|  | 3          | Radnički    | 78         |  |  |        |             |        |
|  |            |             |            |  |  |        |             |        |

## Auszeichnungen

### Regular Season MVP
Aleksandar Ćapin von  KK Radnički Kragujevac

### Play-off MVP
Léo Westermann von  KK Partizan